# 圣依纳爵学校

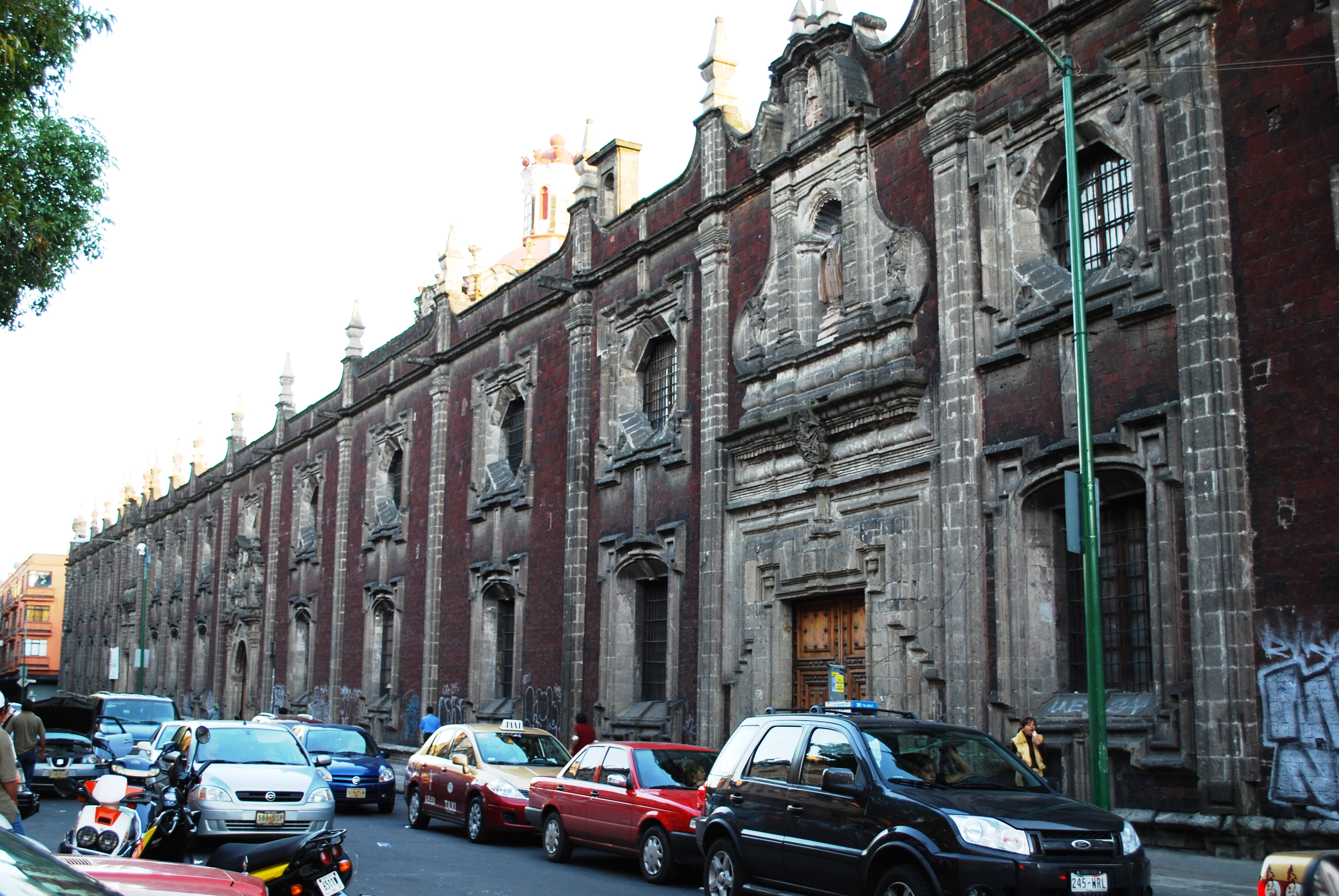

圣依纳爵学校（Colegio de San Ignacio de Loyola Vizcaínas）是一所非营利性教育机构，成立于18世纪中叶。它设于一座巴洛克建筑中，占据墨西哥城历史中心的一整个城市街区。 学校保留了大部分的使命和组织，是墨西哥唯一一个持续运作至今的殖民时代机构。它最初是为教育孤女和寡妇而设立的，现在则是男女同校。它提供从幼儿园到高中（预科学校）的教育。  这座建筑一般不向游客开放，但可以出租用于社会活动，如婚礼。